# Weselna
Weselna – skała w grupie Straszykowych Skał w miejscowości Ryczów w województwie śląskim, w powiecie zawierciańskim, w gminie Ogrodzieniec. Skały te należą do tzw. Ryczowskiego Mikroregionu Skałkowego. Są to tereny Wyżyny Częstochowskiej z licznymi skałami wapiennymi.
Weselna znajduje się na niewielkiej polance w zachodniej części grupy Straszykowych Skał. Zbudowana jest z wapieni, ma pionowe, połogie ściany i występują w niej takie formacje skalne jak filar, komin i zacięcie. Ma wysokość do 12 m.

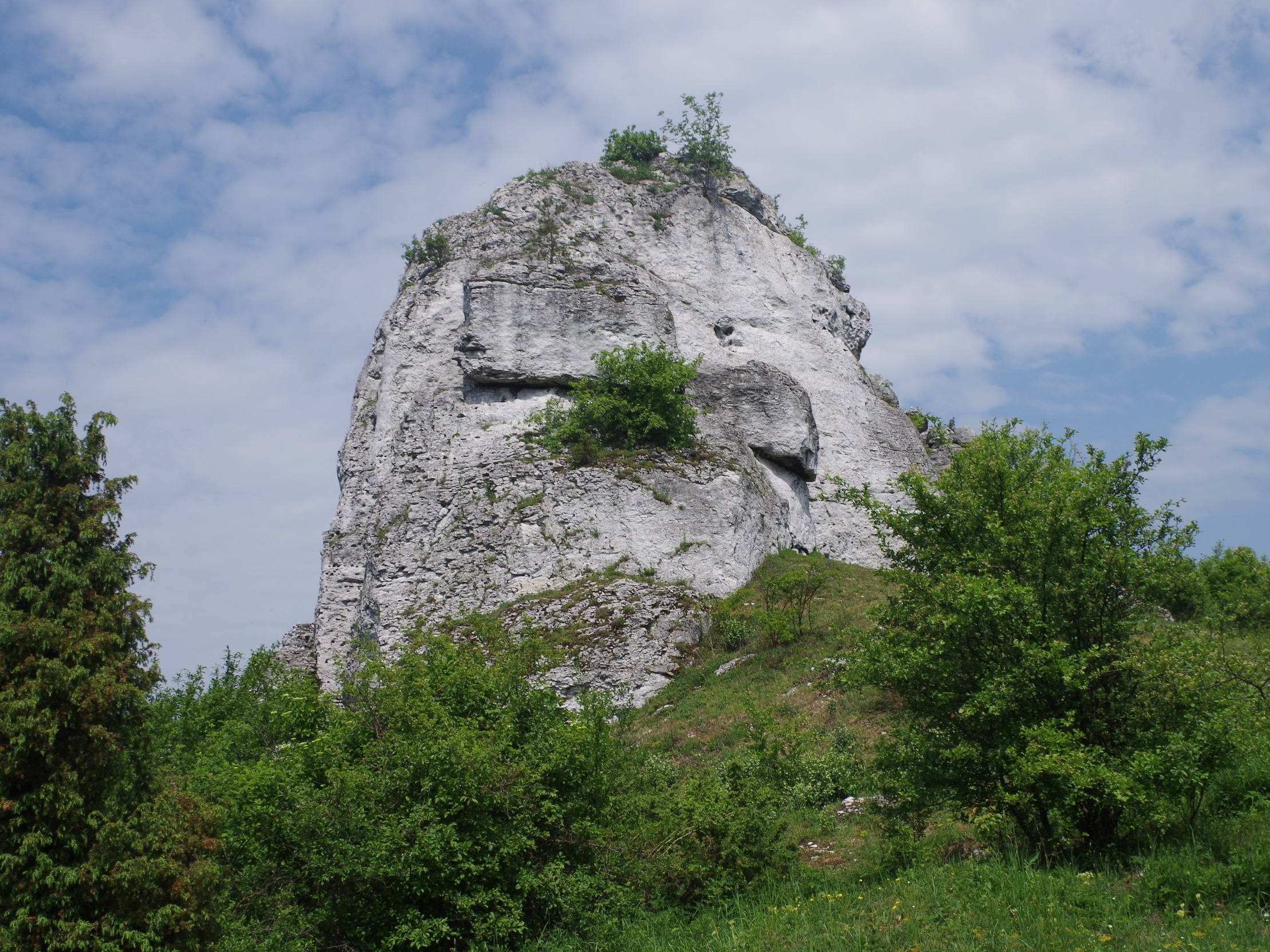
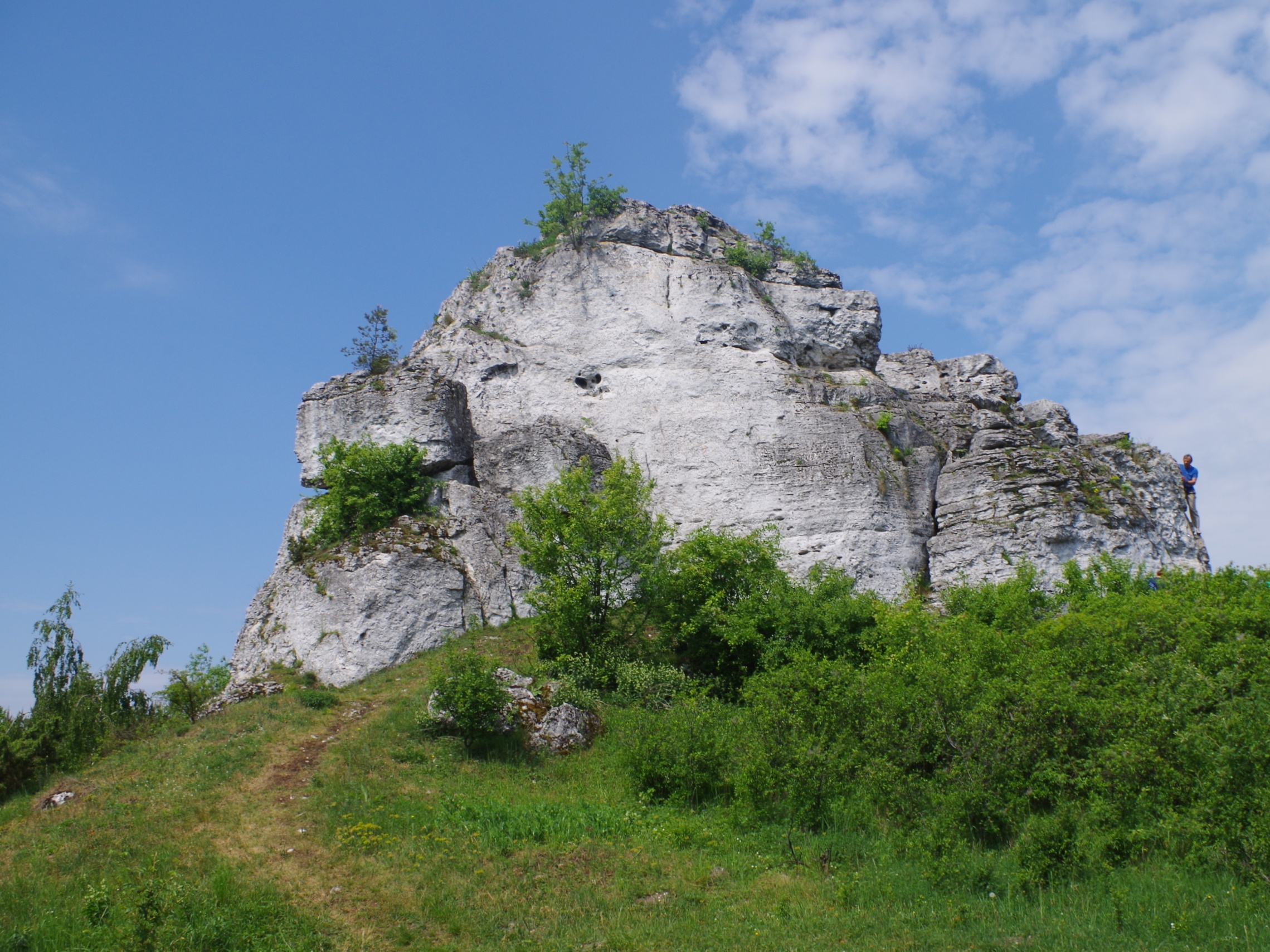
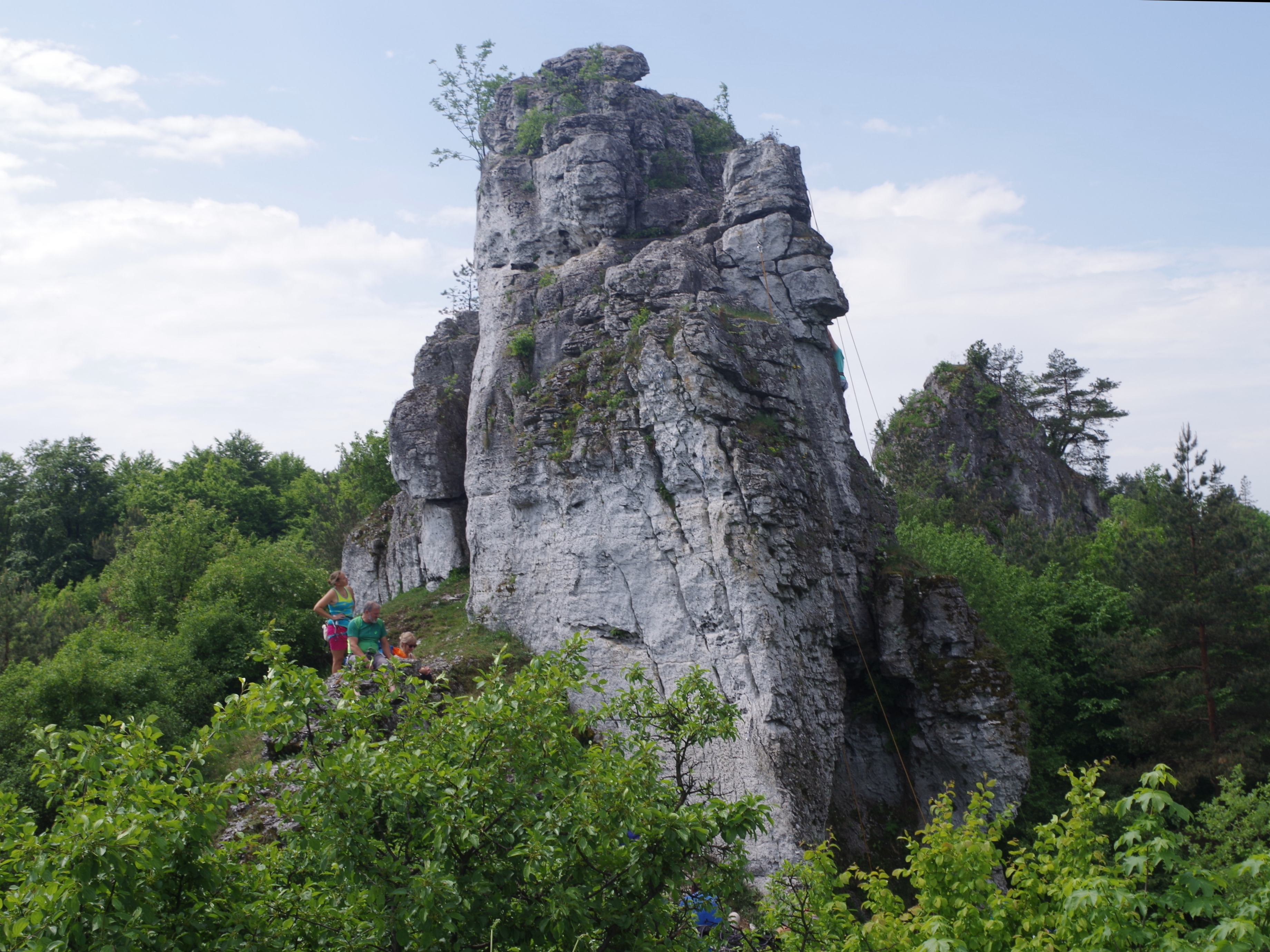
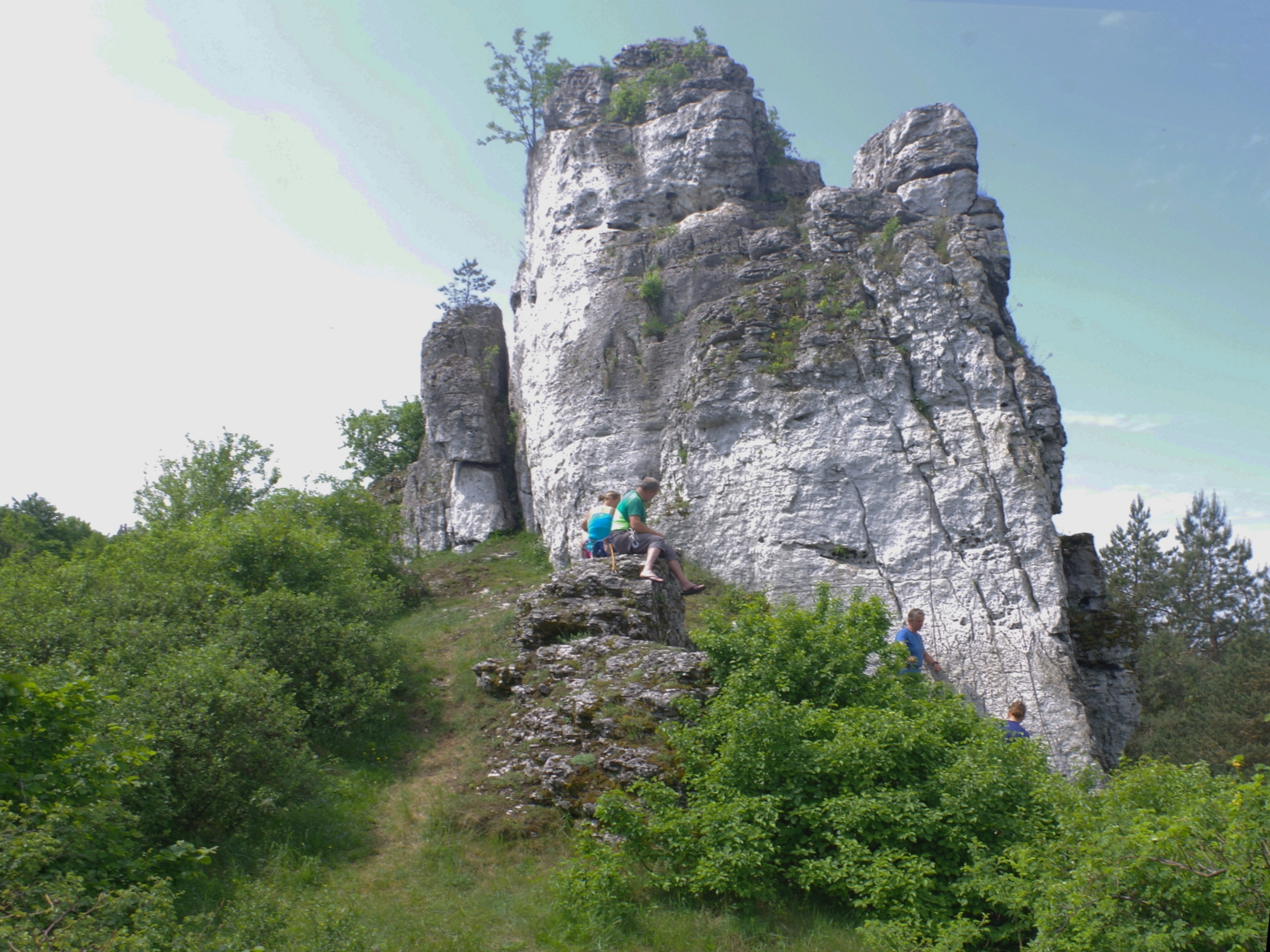

## Drogi wspinaczkowe
Na Weselnej wspinacze skalni poprowadzili drogi wspinaczkowe o trudności od II do VI.2+ w skali trudności Kurtyki. Na niemal wszystkich drogach zamontowano stałe punkty asekuracyjne.

1. Bez nazwy; VI+, 12 m
2. Bez nazwy; VI.1+, 12 m
3. Straszykowy komin; IV+, 12 m
4. Bez nazwy; V+, 18 m
5. Okropne klamy; 6r + st, IV+, 18 m
6. Straszny filar; 6r + st, V+, 18 m
7. Cicha rysa; 6r + st, V, 18 m
8. Półdiretka; 3r + st, V, 18 m
9. Diretka; 6r + st, VI, 18 m
10. Dachówki; 8r + st, VI.1+, 18 m
11. Straszak wprost; 8r + st, VI.1, 18 m
12. Straszak; 8r + st, VI.1+, 18 m
13. Rysa straszaka; 8r + st, V+, 18 m
14. Straszyciel; 8r + st, VI.2/2+, 18 m

Weselna II
1. Bez nazwy; 1r IV, 15 m
2. Straszne kanty; 5r + st, V, 15 m
3. Międzykancie; V, 14

Weselna III
1. Kanty gwarantowane; IV+, 12 m
2. Bez nazwy; st, VI.2+, 10 m
3. Półeczki; 5r + st, V, 10 m
4. Zejściowa; II, 11 m

Weselna IV
1. Lewy okruszek; 2r + rz, IV+, 8 m
2. Prawy okruszek; 3r + rz, V, 9 m[5].